# 28 de janeiro
28 de janeiro é o 28.º dia do ano no calendário gregoriano. Faltam 337 dias para acabar o ano (338 em anos bissextos).

## Eventos históricos

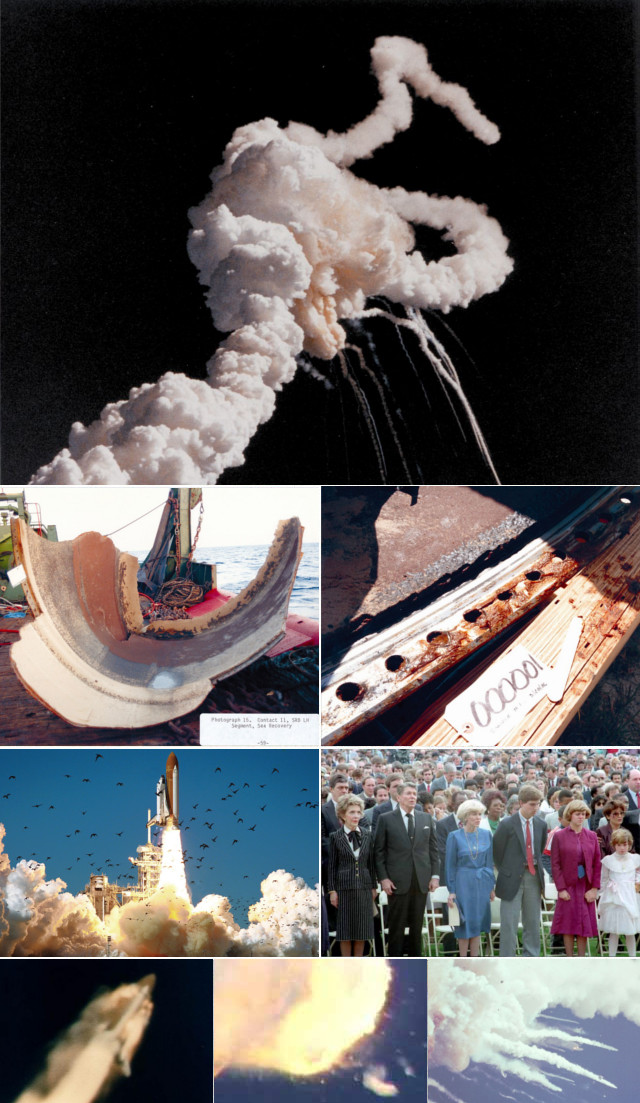
1986: A espaçonave Challenger explode 73 segundos após ter sido lançada.

- 0661 — Califado Ortodoxo efetivamente termina com o assassinato de Ali, o último califa.
- 0814 — Carlos Magno morre de pleurisia em Aachen como primeiro Imperador Romano-Germânico. É sucedido por seu filho Luís I, o Piedoso como imperador do Império Carolíngio.
- 1069 — Roberto de Comines, nomeado Conde da Nortúmbria por Guilherme, o Conquistador, chega a Durham, na Inglaterra, onde é derrotado e morto pelos rebeldes. Este incidente leva ao Massacre do Norte.
- 1077 — Penitência de Canossa: a excomunhão de Henrique IV do Sacro Império Romano-Germânico é suspensa depois que ele se humilha perante o Papa Gregório VII em Canossa, na Itália.
- 1393 — Carlos VI da França quase morre quando os trajes dos dançarinos pegam fogo durante um baile de máscaras.
- 1521 — Começa a Dieta de Worms, que dura até 25 de maio.
- 1547 — Eduardo VI, filho de nove anos de Henrique VIII, torna-se rei da Inglaterra após a morte de seu pai.
- 1568 — O Édito de Torda proíbe a perseguição de indivíduos por motivos religiosos no Reino da Hungria Oriental de João Sigismundo Zápolya.
- 1671 — A cidade original do Panamá (fundada em 1519) é destruída por um incêndio quando o corsário Henry Morgan a saqueia e incendeia. O local da cidade anteriormente devastada ainda está em ruínas. Alguns governos consideravam corsários de outras nações que não a sua como piratas.
- 1724 — Academia de Ciências da Rússia é fundada em São Petersburgo por Pedro, o Grande, e implementada pelo decreto do Senado. É chamada de Academia de Ciências de São Petersburgo até 1917.
- 1748 — Criada a Paróquia de Missão Velha, sob o patronato de Nossa Senhora da Luz.
- 1871 — Guerra Franco-Prussiana: O Cerco de Paris termina com a derrota francesa e um armistício.[1]
- 1808 — Promulgado o Decreto de Abertura dos Portos às Nações Amigas pelo Príncipe-regente de Portugal Dom João de Bragança, em Salvador.
- 1855 — Uma locomotiva na ferrovia do Canal do Panamá vai do Oceano Atlântico ao Oceano Pacífico pela primeira vez.
- 1862 — Fundação no Recife do Instituto Arqueológico, Histórico e Geográfico Pernambucano.
- 1902 — O Instituto Carnegie é fundado em Washington, D.C., por Andrew Carnegie.
- 1908 — Membros do Partido Republicano Português falham em sua tentativa de golpe de Estado contra a ditadura administrativa do primeiro-ministro João Franco.
- 1909 — Tropas dos Estados Unidos deixam Cuba, com exceção da Base Naval da Baía de Guantánamo, depois de estarem lá desde a Guerra Hispano-Americana.
- 1918 — Guerra Civil Finlandesa: os rebeldes da Guarda Vermelha assumem o controle da capital, Helsinque; membros do Senado da Finlândia ficam no subsolo.
- 1920 — Fundação da Legião Espanhola.
- 1932 — Forças japonesas atacam Xangai.
- 1933 — O nome Paquistão é cunhado por Choudhry Rahmat Ali Khan e é aceito pelos muçulmanos indianos que então o adotaram ainda mais para o movimento do Paquistão em busca de independência.[2]
- 1935 — Islândia se torna o primeiro país ocidental a legalizar o aborto terapêutico.
- 1938 — O recorde mundial de velocidade terrestre em uma via pública é quebrado por Rudolf Caracciola no Mercedes-Benz W125 Rekordwagen a uma velocidade de 432,7 quilômetros por hora (268,9 mph).
- 1941
  - Entra em vigor no Brasil o primeiro Código Nacional de Trânsito.
  - Guerra Franco-Tailandesa: fim da batalha aérea do conflito. Um armistício mediado pelos japoneses entra em vigor no final do dia.
- 1942 — O Governo Brasileiro atende a resolução da Segunda Reunião de Consulta dos Chanceleres das Repúblicas Americanas e rompe relações diplomáticas com os países do Eixo.
- 1943 — Getúlio Vargas e Franklin Delano Roosevelt participam da Conferência de Natal, onde ocorrem as primeiras tratativas que resultarão na criação da Força Expedicionária Brasileira.
- 1945 — Segunda Guerra Mundial: suprimentos começam a chegar à República da China pela recém-reaberta Estrada da Birmânia.
- 1954 — Fundação da Confederação Nacional do Transporte – CNT do Brasil.
- 1958 — A empresa Lego patenteia o desenho de seus blocos Lego, ainda compatíveis com os blocos produzidos hoje.
- 1964 — Um T-39 Sabreliner desarmado da Força Aérea dos Estados Unidos em uma missão de treinamento é abatido sobre Erfurt, Alemanha Oriental, por um MiG-19 soviético.[3]
- 1970 — Fundação da Universidade Estadual de Londrina.
- 1984 — Reincorporação do Egito à Liga Árabe, solicitada pelo rei Hussein da Jordânia.
- 1986 — Missão STS-51-L: o ônibus espacial Challenger explode 73 segundos após a decolagem, matando os sete astronautas a bordo.
- 2002 — Voo TAME 120, um Boeing 727-100 cai na cordilheira dos Andes, no sul da Colômbia, matando as 92 pessoas a bordo.
- 2016 — Organização Mundial da Saúde anuncia um surto do vírus da zica.
- 2018 — Separatistas do Conselho de Transição do Sul entram em confronto com forças de Abd Rabbuh Mansur Al-Hadi em Áden, no Iêmen.

## Nascimentos

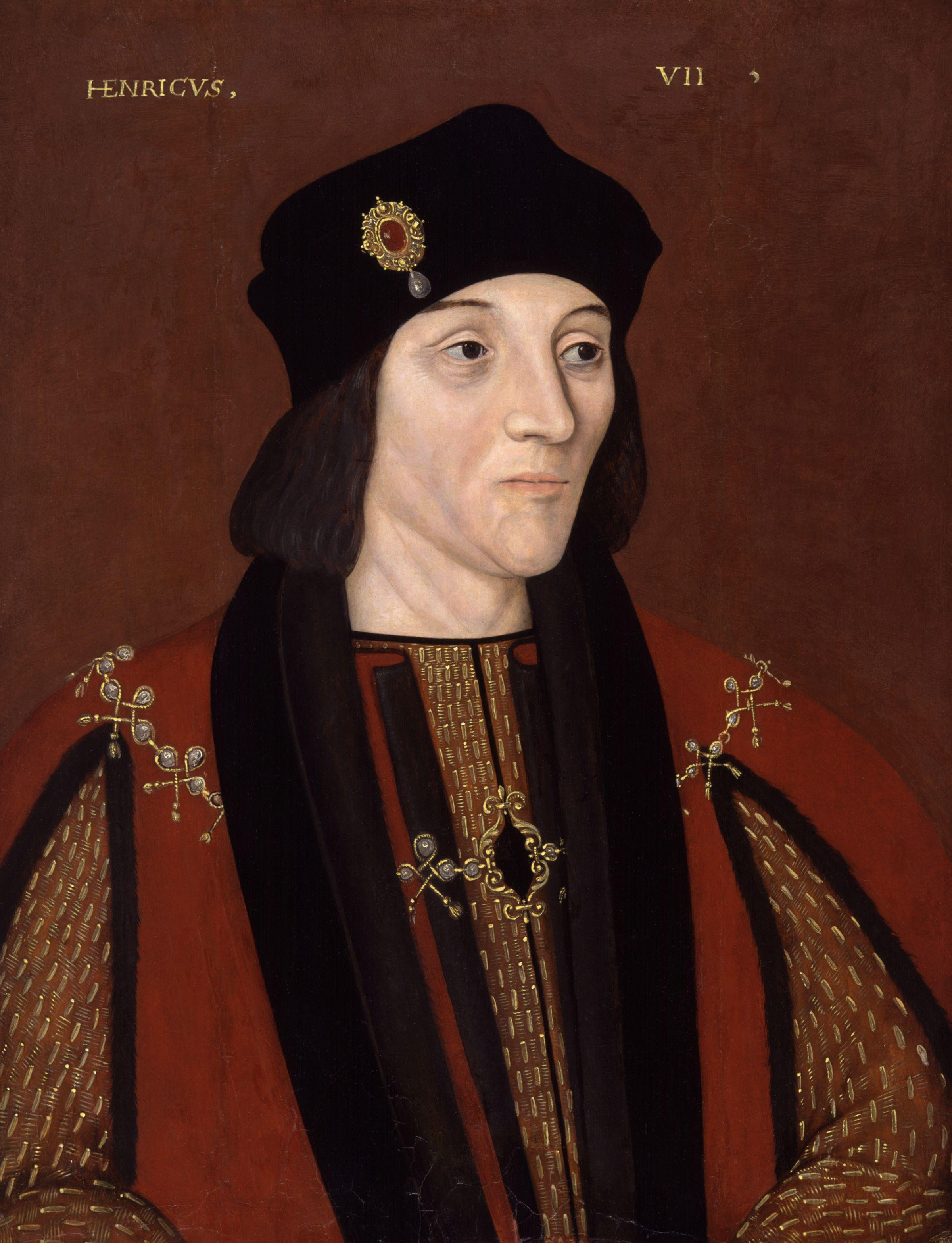
Henrique VII da Inglaterra

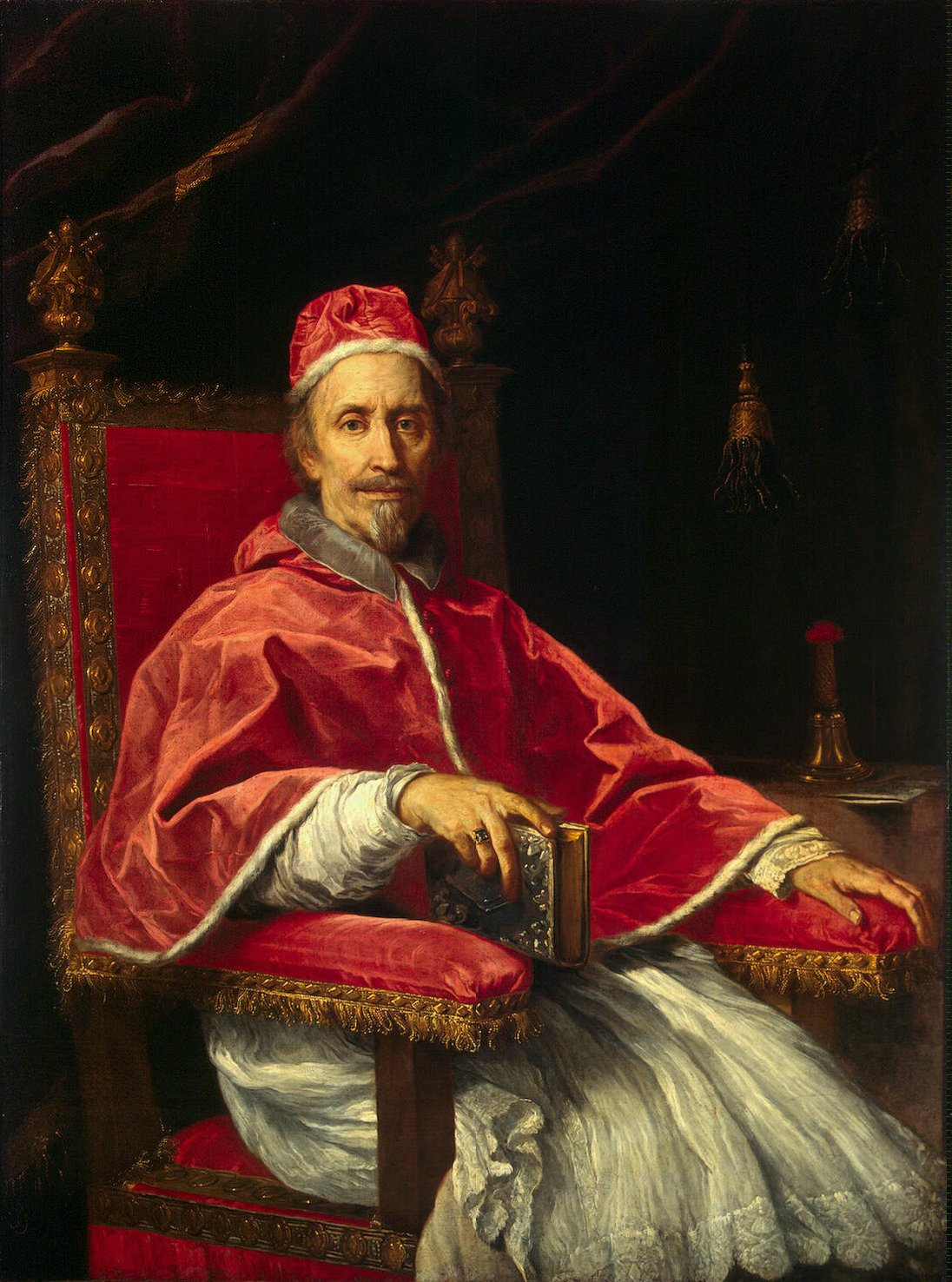
Papa Clemente IX

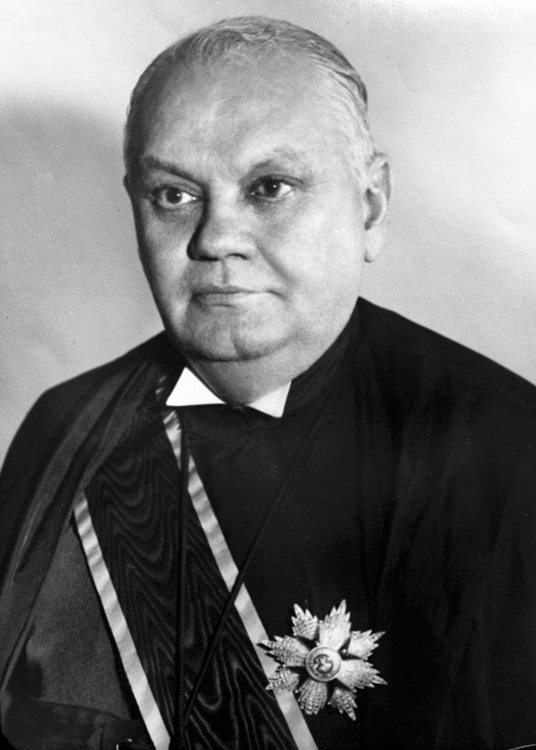
José Linhares

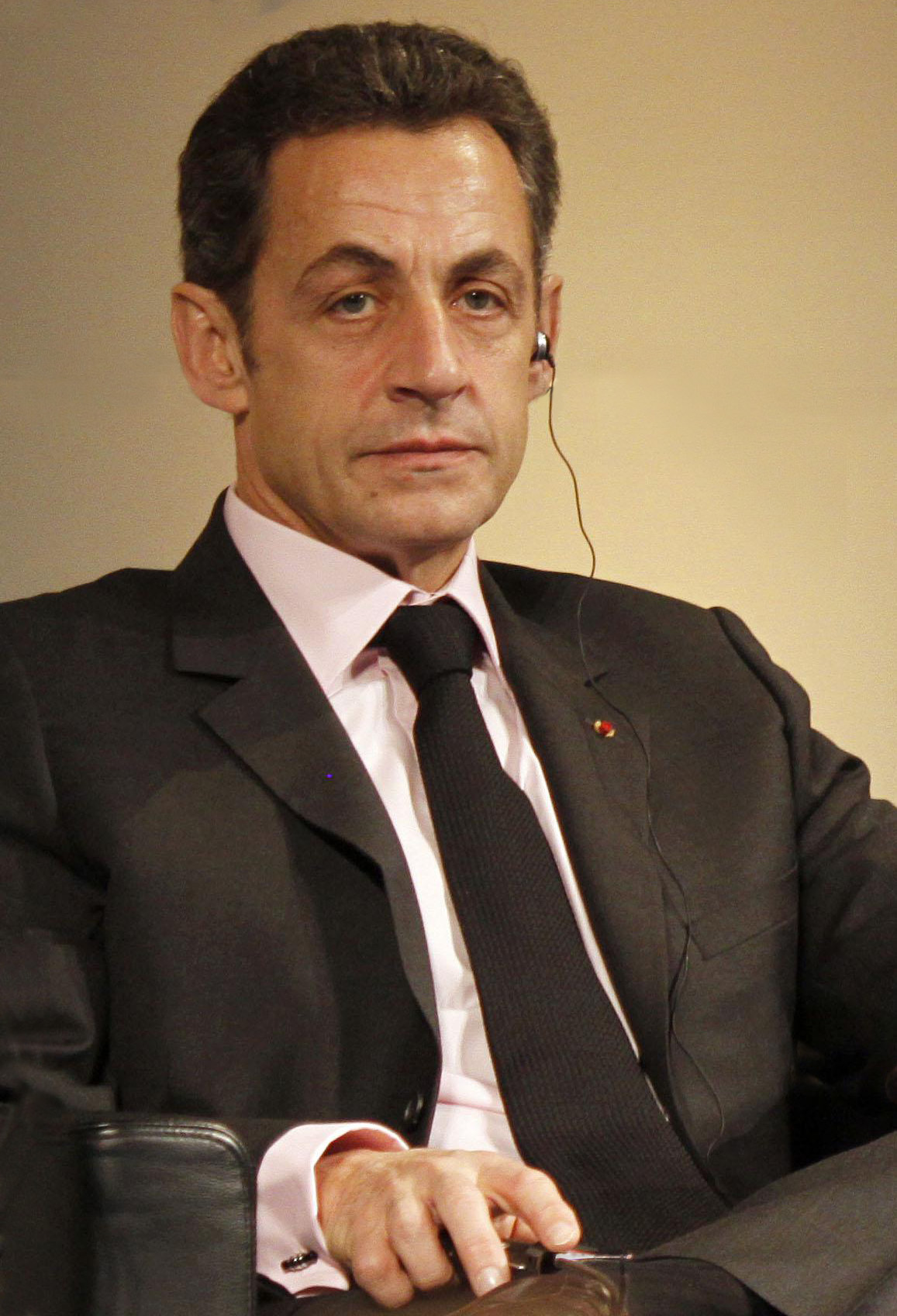
Nicolas Sarkozy

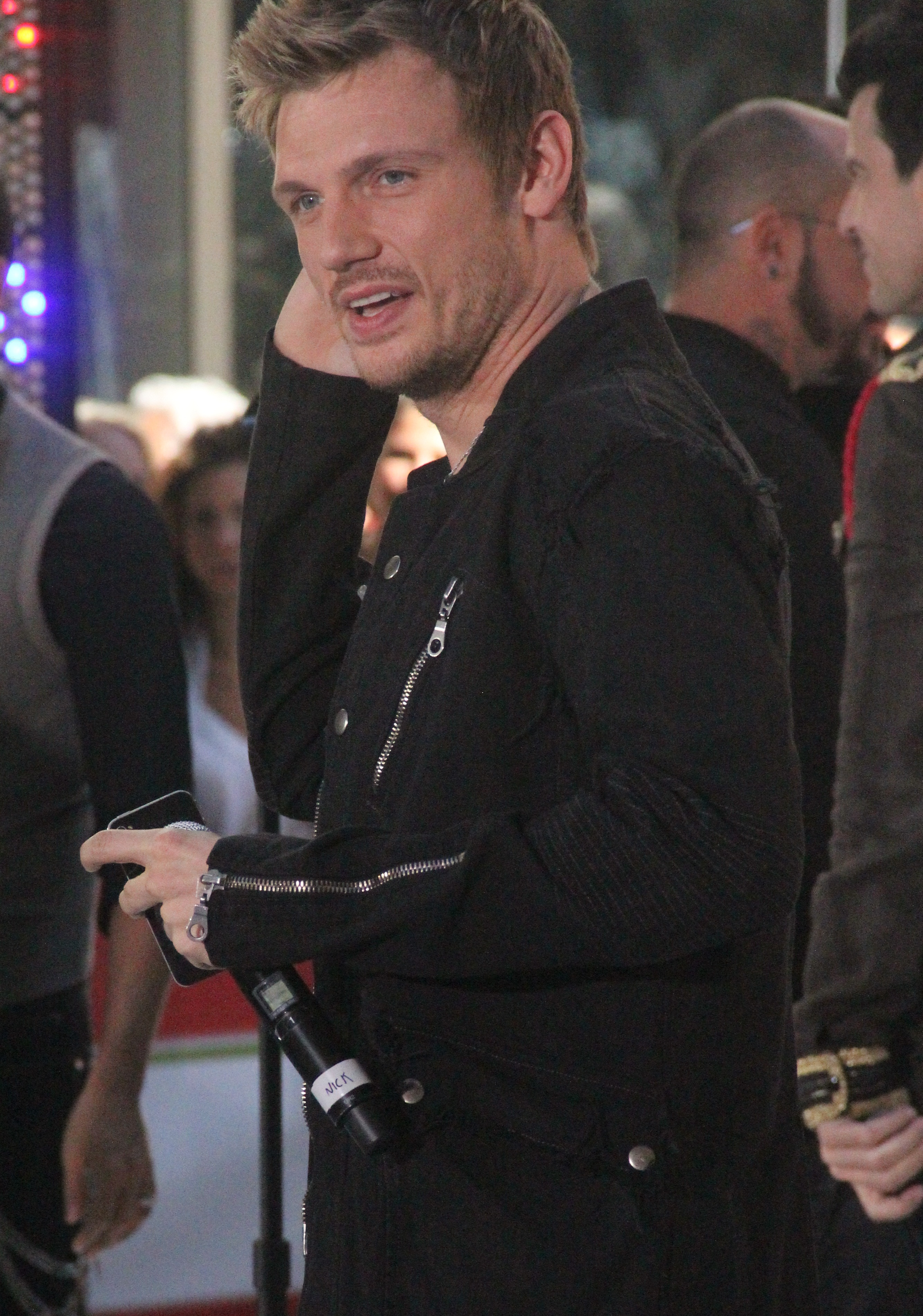
Nick Carter

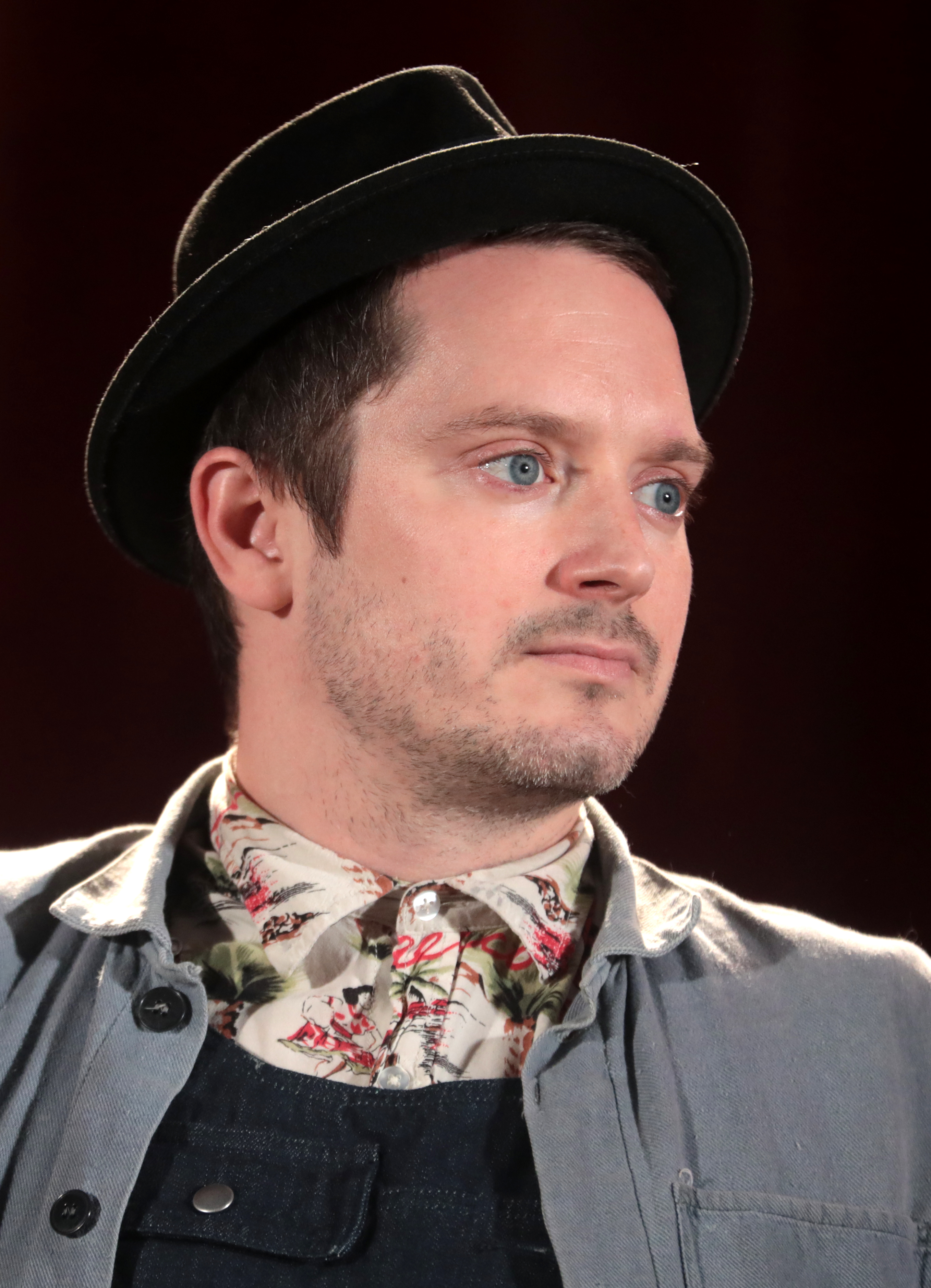
Elijah Wood

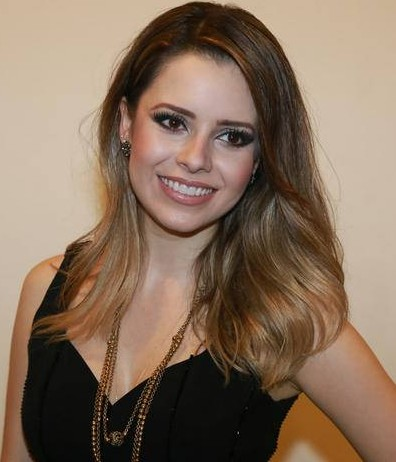
Sandy

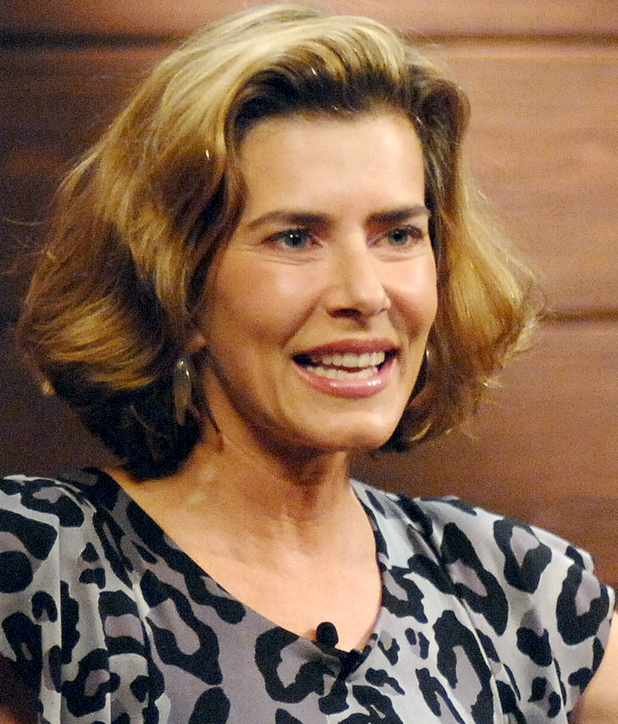
Maitê Proença

### Anteriores ao século XIX
- 0598 — Taizong de Tang, imperador chinês (m. 649).
- 1312 — Joana II de Navarra (m. 1349).
- 1457 — Henrique VIII de Inglaterra (m. 1509).
- 1533 — Paulo Lutero, cientista alemão (m. 1593).
- 1540 — Ludolph van Ceulen, matemático e acadêmico teuto-neerlandês (m. 1610).
- 1582 — John Barclay, poeta e escritor franco-escocês (m. 1621).
- 1600 — Papa Clemente IX (m. 1669).
- 1608 — Giovanni Alfonso Borelli, fisiologista e físico italiano (m. 1679).
- 1611 — Johannes Hevelius, astrônomo e político polonês (m. 1687).
- 1622 — Adrien Auzout, astrônomo e fabricante de instrumentos francês (m. 1691).
- 1701 — Charles Marie de La Condamine, matemático e geógrafo francês (m. 1774).
- 1712 — Tokugawa Ieshige, xogum japonês (m. 1761).
- 1717 — Mustafá III, sultão otomano (m. 1774).
- 1755 — Samuel Thomas von Sömmerring, médico, antropólogo e paleontólogo polonês-alemão (m. 1830).
- 1768 — Frederico VI da Dinamarca (m. 1839).
- 1784 — George Hamilton-Gordon, 4.º Conde de Aberdeen, político britânico (m. 1860).
- 1794 — Luísa de Saxe-Hildburghausen (m. 1825).
- 1800 — António Feliciano de Castilho, escritor português (m. 1875).

### Século XIX
- 1818 — George S. Boutwell, advogado e político americano (m. 1905).
- 1822 — Alexander Mackenzie, político anglo-canadense (m. 1892).
- 1826 — Louis Favre, arquiteto e empresário suíço (m. 1879).
- 1833 — Charles George Gordon, general e político britânico (m. 1885).
- 1838 — James Craig Watson, astrônomo canadense (m. 1880).
- 1841 — Henry Morton Stanley, jornalista e explorador britânico (m. 1904).
- 1853
  - José Martí, político, jornalista e filósofo cubano (m. 1895).
  - Vladimir Soloviov, filósofo, teólogo, poeta e crítico literário russo (m. 1900).
- 1857 — William Seward Burroughs I, empresário americano (m. 1898).
- 1858
  - Herbert Adams, escultor norte-americano (m. 1945).
  - Edgeworth David, geólogo e explorador anglo-australiano (m. 1934).
  - Eugène Dubois, antropólogo neerlandês (m. 1940).
- 1865 — Kaarlo Juho Ståhlberg, advogado, juiz e político finlandês (m. 1952).
- 1868 — Julián Aguirre, compositor argentino (m. 1924).
- 1873 — Colette, romancista e jornalista francesa (m. 1954).
- 1874 — Alex Smith, golfista britânico (m. 1930).
- 1875 — Julián Carrillo, compositor, maestro, violinista e teórico da música mexicano (m. 1965).
- 1881 — Juan José de Amézaga, político uruguaio (m. 1956).
- 1884 — Auguste Piccard, físico e explorador suíço (m. 1962).
- 1885 — Władysław Raczkiewicz, advogado e político polonês (m. 1947).
- 1886
  - José Linhares, magistrado e político brasileiro, 15.° presidente do Brasil (m. 1957).
  - Marthe Lahovary, escritora e poetisa romeno-francesa (m. 1973).
  - Hidetsugu Yagi, engenheiro e acadêmico japonês (m. 1976).
  - Sam McDaniel, ator americano (m. 1962).
- 1887 — Arthur Rubinstein, pianista e educador polonês-estadunidense (m. 1982).
- 1888 — Kaarlo Soinio, ginasta e futebolista finlandês (m. 1960).
- 1892
  - Ernst Lubitsch, ator e cineasta alemão (m. 1947).
  - Ivan Tyulenev, militar russo (m. 1978).
- 1899 — August Annist, escritor e folclorista estoniano (m. 1972).
- 1900 — Hermann Kesten, escritor e dramaturgo alemão (m. 1996).

### Século XX

#### 1901–1950
- 1902 — Alfred H. Barr Jr., historiador de arte estadunidense (m. 1981).
- 1903 — Kathleen Lonsdale, cristalógrafo irlandesa (m. 1971).
- 1906
  - Márkos Vafiádis, general e político grego (m. 1992).
  - Pat O'Callaghan, atleta irlandês (m. 1991).
  - Hans Bernhardt, ciclista alemão (m. 1940).
- 1908 — Erik Almgren, futebolista e treinador de futebol sueco (m. 1989).
- 1912 — Jackson Pollock, pintor estadunidense (m. 1956).
- 1915 — Brian Shawe-Taylor, automobilista britânico (m. 1999).
- 1916 — Vergílio Ferreira, escritor, professor e filósofo português (m. 1996).
- 1918
  - Castro Gonzaga, ator brasileiro (m. 2007).
  - Sandro Puppo, futebolista e treinador de futebol italiano (m. 1986).
  - Louis-René des Forêts, escritor francês (m. 2000).
- 1919
  - Gabby Gabreski, coronel e aviador americano (m. 2002).
  - Oliver Eggimann, futebolista suíço (m. 2002).
- 1920 — Lewis Wilson, ator estadunidense (m. 2000).
- 1922 — Robert Holley, bioquímico e acadêmico estadunidense (m. 1993).
- 1923 — Fausto Papetti, músico italiano (m. 1999).
- 1926
  - Gene Hartley, automobilista estadunidense (m. 1993).
  - Manuel Marinho Alves, futebolista brasileiro (m. 1961).
  - Jimmy Bryan, automobilista estadunidense (m. 1960).
- 1927
  - Lúcio Alves, cantor e compositor brasileiro (m. 1993).
  - Karl Bögelein, futebolista e treinador de futebol alemão (m. 2016).
  - Per Oscarsson, ator, diretor, produtor e roteirista sueco (m. 2010).
- 1929
  - Acker Bilk, cantor e clarinetista britânico (m. 2014).
  - Claes Oldenburg, escultor e ilustrador sueco-estadunidense (m. 2022).
  - Edith Marie Flanigen, química americana.
- 1931 — Naci Erdem, futebolista turco (m. 2022).
- 1932 — Percy Aires, ator e locutor brasileiro (m. 1992).
- 1934
  - Bob Braden, cientista da computação estadunidense (m. 2018).
  - Juan Manuel Bordeu, automobilista argentino (m. 1990).
- 1935 — David Lodge, escritor e crítico britânico (m. 2025).
- 1936
  - Alan Alda, ator, diretor e escritor estadunidense.
  - Ismail Kadare, romancista, poeta, ensaísta e dramaturgo albanês (m. 2024).
  - Waldir Boccardo, basquetebolista e treinador de basquete brasileiro (m. 2018).
  - Delio Gamboa, futebolista colombiano (m. 2018).
- 1938
  - Tomas Lindahl, biólogo e acadêmico sueco-britânico.
  - Nabih Berri, político libanês.
  - Leonid Jabotinski, levantador de peso e treinador ucraniano (m. 2016).
- 1939
  - John Fabian, coronel, aviador e astronauta americano.
  - Viktor Shustikov, ex-futebolista russo.
- 1940
  - Carlos Slim, empresário e filantropo mexicano.
  - Miguel Barnet, escritor, etnólogo e político cubano.
  - František Schmucker, futebolista tcheco (m. 2004).
- 1941 — King Tubby, produtor e engenheiro musical jamaicano (m. 1999).
- 1942
  - Hans-Jürgen Bäumler, ex-patinador artístico alemão.
  - Sjoukje Dijkstra, ex-patinadora artística neerlandesa (m. 2024).
- 1943 — Kim Jung-nam, ex-futebolista e treinador de futebol sul-coreano.
- 1944 — John Tavener, compositor britânico (m. 2013).
- 1945
  - Marthe Keller, atriz e diretora suíça.
  - Ronaldo Monteiro de Souza, compositor brasileiro.
  - Robert Wyatt, músico britânico.
  - Frank Doubleday, ator e diretor teatral estadunidense (m. 2018).
- 1947
  - Fernando Carvalho Rodrigues, físico português.
  - Jeanne Shaheen, educadora e política americana.
  - Txetxu Rojo, futebolista e treinador de futebol espanhol (m. 2022).
- 1948
  - Charles Taylor, político liberiano.
  - Heinz Flohe, futebolista alemão (m. 2013).
- 1949 — Gregg Popovich, ex-jogador e treinador de basquete estadunidense.
- 1950
  - David Hilmers, coronel, médico e astronauta americano.
  - Barbi Benton, atriz, cantora e modelo americana.
  - Hamad bin Isa al-Khalifa, rei do Bahrein.

#### 1951–2000
- 1951 — Leonid Kadenyuk, general, aviador e astronauta ucraniano (m. 2018).
- 1952
  - Bobbi Campbell, ativista e enfermeiro norte-americano (m. 1984).
  - Richard Glatzer, diretor, produtor e roteirista estadunidense (m. 2015).
  - Günther Happich, futebolista austríaco (m. 1995).
- 1953 — Richard Anconina, ator francês.
- 1954
  - Kaneto Shiozawa, dublador japonês (m. 2000).
  - Rick Warren, pastor e escritor americano.
  - Willy Telavi, político tuvaluano.
  - Bruno Metsu, futebolista e treinador de futebol francês (m. 2013).
  - Philippe Bergeroo, ex-futebolista e treinador de futebol francês.
- 1955 — Nicolas Sarkozy, advogado e político francês.
- 1956
  - Peter Schilling, cantor e compositor alemão.
  - Tim Flannery, paleontólogo e ativista australiano.
  - Alexandru Fölker, ex-handebolista romeno.
  - Paraná, cantor brasileiro.
- 1958
  - Maitê Proença, atriz brasileira.
  - Edevaldo de Freitas, ex-futebolista brasileiro.
- 1959
  - Frank Darabont, diretor e produtor americano.
  - Eugen Bejinariu, político romeno.
- 1961 — Arnaldur Indriðason, escritor islandês.
- 1962
  - Maciej Czyżowicz, ex-pentatleta polonês.
  - Philippe Vercruysse, ex-futebolista francês.
- 1963
  - António Filipe, político português.
  - Dan Spitz, músico estadunidense.
- 1964 — Dirk Meier, ex-ciclista alemão.
- 1965 — Marcello Antony, ator brasileiro.
- 1966
  - Marco Brasil, locutor, apresentador e político brasileiro.
  - Alice Borges, atriz brasileira.
- 1968
  - Sarah McLachlan, cantora, compositora, pianista e produtora canadense.
  - Rakim, rapper americano.
  - Rubén Pereira, ex-futebolista uruguaio.
- 1969
  - Fernando Cornejo, futebolista chileno (m. 2009).
  - Petr Kouba, ex-futebolista tcheco.
- 1970 — Valeria Cappellotto, ciclista italiana (m. 2015).
- 1971 — Anthony Hamilton, músico e produtor musical estadunidense.
- 1972
  - Amy Coney Barrett, jurista, acadêmica e promotora de justiça americana.
  - Peter McDonald, ator e roteirista irlandês.
  - Léon van Bon, ciclista neerlandês.
- 1973
  - Cynthia Benini, jornalista brasileira.
  - Tomislav Marić, ex-futebolista croata.
  - Virgilio Ferreira, ex-futebolista paraguaio.
- 1974
  - Jermaine Dye, jogador de beisebol americano.
  - Magglio Ordóñez, jogador de beisebol venezuelano.
- 1975
  - Pedro Pinto, jornalista luso-americano.
  - Susana Feitor, marchadora portuguesa.
  - Junior Spivey, ex-jogador e treinador de beisebol estadunidense.
- 1976
  - Rick Ross, rapper e produtor musical americano.
  - Mark Madsen, ex-jogador e treinador de basquete americano.
  - Miltiadis Sapanis, ex-futebolista grego.
- 1977
  - Nádia Almada, cantora e ex-Big Brother UK portuguesa.
  - Takuma Sato, automobilista japonês.
  - Talita Castro, atriz brasileira.
  - Joey Fatone, cantor, dançarino e personalidade da televisão estadunidense.
  - Francisco Antonio Pavón, ex-futebolista hondurenho.
  - Maximilian Krah, político alemão.
- 1978
  - Jamie Carragher, ex-futebolista e comentarista esportivo britânico.
  - Papa Bouba Diop, futebolista senegalês (m. 2020).
  - Gianluigi Buffon, ex-futebolista italiano.
  - Sheamus, wrestler irlandês.
- 1979
  - Samantha Schmütz, atriz e humorista brasileira.
  - Melvin Brown, ex-futebolista mexicano.
- 1980
  - Michael Hastings, jornalista e escritor americano (m. 2013).
  - Nick Carter, cantor, compositor e ator estadunidense.
  - Yasuhito Endō, futebolista japonês.
- 1981
  - Elijah Wood, ator e produtor de cinema estadunidense.
  - Patrick Mtiliga, ex-futebolista dinamarquês.
  - Maykel Galindo, ex-futebolista cubano.
- 1982
  - Tam Nsaliwa, ex-futebolista canadense.
  - Camila Alves, modelo e apresentadora brasileira.
  - Allyson, ex-futebolista brasileiro.
  - Jan Kopecký, automobilista tcheco.
  - Michaël Guigou, ex-handebolista francês.
- 1983
  - Sandy, cantora brasileira.
  - Richard Pacquette, futebolista dominiquense.
  - Urko Rafael Pardo, futebolista belgo-cipriota.
  - Danny Makkelie, árbitro de futebol neerlandês.
  - Chris Wondolowski, ex-futebolista estadunidense.
- 1984
  - Anne Panter, jogador de hóquei em campo britânica.
  - Stephen Gostkowski, jogador de futebol americano estadunidense.
  - Andre Iguodala, basquetebolista estadunidense.
  - Issam Jemâa, ex-futebolista tunisiano.
- 1985
  - J. Cole, cantor americano.
  - Eduardo Aranda, ex-futebolista paraguaio.
  - Lisbeth Trickett, ex-nadadora australiana.
  - Arnold Mvuemba, ex-futebolista francês.
  - Aya Miyama, ex-futebolista japonesa.
- 1986
  - Miguel Uribe Turbay, advogado e político colombiano (m. 2025).
  - Miguel Torres, ex-futebolista espanhol.
  - Jessica Ennis, ex-heptatleta britânica.
  - Nathan Outteridge, velejador australiano.
- 1988
  - Seiya Sanada, lutador japonês.
  - AKA, rapper, compositor, produtor musical e empresário sul-africano (m. 2023).
  - Dorjnyambuugiin Otgondalai, pugilista mongol.
- 1989
  - Bruno Massot, patinador artístico francês.
- 1990 — Zhang Kailin, tenista chinesa.
- 1991
  - Wellington, futebolista brasileiro.
  - Lázaro Álvarez, pugilista cubano.
- 1992
  - Sergio Araujo, futebolista argentino.
  - Oussama Haddadi, futebolista tunisiano.
- 1993
  - John Anthony Brooks, futebolista teuto-estadunidense.
  - Richmond Boakye, futebolista ganês.
  - Will Poulter, ator britânico.
- 1994
  - Maluma, cantor colombiano.
  - Haris Belkebla, futebolista argelino.
  - Zhu Lin, tenista chinesa.
  - Junior Sornoza, futebolista equatoriano.
- 1995
  - Wylan Cyprien, futebolista francês.
  - Raphaella Monteiro, basquetebolista brasileira.
- 1996
  - Lebo Mothiba, futebolista sul-africano.
  - John-Patrick Strauß, futebolista filipino.
  - MC Cabelinho, cantor e ator brasileiro.
  - Kim Kataguiri, político brasileiro.
- 1997 — Claudinho, futebolista brasileiro.
- 1998
  - Ariel Winter, atriz estadunidense.
  - Payton Pritchard, basquetebolista norte-americano.
- 1999 — Hiroki Abe, futebolista japonês.
- 2000
  - Abel Ruiz, futebolista espanhol.
  - Dušan Vlahović, futebolista sérvio.

### Século XXI
- 2001 — Katharine Berkoff, nadadora norte-americana.
- 2003 — Whitney Peak, atriz ugandesa-americana.
- 2004 — Emoni Bates, basquetebolista norte-americano.
- 2010 — Amie Donald, atriz e dançarina neozelandesa.

## Mortes

### Anteriores ao século XIX
- 0592 — Gontrão da Borgonha, Rei dos Francos (n. 532).
- 0724 — Iázide II, califa omíada (n. 687).
- 0814 — Carlos Magno, sacro imperador romano (n. 742).
- 1061 — Espitigneu II da Boêmia (n. 1031).
- 1256 — Guilherme II, Conde da Holanda (n. 1228).
- 1271 — Isabel de Aragão, Rainha da França (n. 1243).
- 1290 — Dervorguila de Galloway, nobre escocesa (n. 1218).
- 1547 — Henrique VIII da Inglaterra (n. 1491).
- 1621 — Papa Paulo V (n. 1552).
- 1672 — Pierre Séguier, político francês (n. 1588).
- 1681 — Richard Allestree, padre e acadêmico inglês (n. 1619).
- 1687 — Johannes Hevelius, astrônomo e político polonês (n. 1611).
- 1688 — Ferdinand Verbiest, astrônomo, cientista, jesuíta e missionário flamengo (n. 1623).
- 1754 — Ludvig Holberg, historiador e filósofo norueguês-dinamarquês (n. 1684).
- 1782 — Jean-Baptiste Bourguignon d'Anville, geógrafo e cartógrafo francês (n. 1697).

### Século XIX
- 1859 — Frederick John Robinson, 1.º Conde de Ripon, político britânico (n. 1782).
- 1860 — Joseph Addison Alexander, erudito bíblico norte-americano (n. 1809).
- 1864 — Benoît Paul-Émile Clapeyron, físico e engenheiro francês (n. 1799).
- 1865 — Felice Romani, poeta e professor de literatura e mitologia italiano (n. 1778).
- 1898 — Roberto Ivens, militar português (n. 1850).

### Século XX
- 1903 — Augusta Holmès, pianista e compositora francesa (n. 1847).
- 1912 — Gustave de Molinari, economista e teórico belga (n. 1819).
- 1916 — Ramiro Barcelos, político brasileiro (n. 1851).
- 1924 — Teófilo Braga, político, escritor e ensaísta português (n. 1843).
- 1935 — Mikhail Ippolitov-Ivanov, compositor e maestro russo (n. 1859).
- 1937 — Anastasios Metaxas, arquiteto e atirador ao alvo grego (n. 1862).
- 1938 — Bernd Rosemeyer, automobilista alemão (n. 1909).
- 1939 — William Butler Yeats, poeta e dramaturgo irlandês (n. 1865).
- 1942 — Edward Siegler, ginasta e triatleta americano (n. 1881).
- 1945 — Roza Shanina, sargenta e franco-atiradora russa (n. 1924).
- 1947 — Reynaldo Hahn, compositor, maestro e crítico venezuelano-francês (n. 1875).
- 1948 — Hans Aumeier, oficial alemão (n. 1906).
- 1950 — Nikolai Luzin, matemático e acadêmico russo (n. 1883).
- 1960 — Zora Neale Hurston, romancista, contista e folclorista americana (n. 1891).
- 1963
  - John Farrow, diretor de cinema australiano (n. 1904).
  - Gustave Garrigou, ciclista francês (n. 1884).
- 1965 — Maxime Weygand, general belga-francês (n. 1867).
- 1971 — Donald Woods Winnicott, pediatra e psicanalista britânico (n. 1896).
- 1972 — Dino Buzzati, escritor e jornalista italiano (n. 1906).
- 1983 — Billy Fury, cantor britânico (n. 1940).
- 1986 — Tripulação do ônibus espacial Challenger
  - Gregory Jarvis, capitão, engenheiro e astronauta americano (n. 1944).
  - Christa McAuliffe, educadora e astronauta americana (n. 1948).
  - Ronald McNair, físico e astronauta americano (n. 1950).
  - Ellison Onizuka, engenheiro e astronauta americano (n. 1946).
  - Judith Resnik, coronel, engenheira e astronauta americana (n. 1949).
  - Francis Scobee, coronel, aviador e astronauta americano (n. 1939).
  - Michael Smith, capitão, aviador e astronauta americano (n. 1945).
- 1988 — Klaus Fuchs, físico e político alemão (n. 1911).
- 1993 — Helen Sawyer Hogg, astrônoma e acadêmica canadense (n. 1905).
- 1996
  - Joseph Brodsky, poeta e ensaísta russo-americano (n. 1940).
  - Burne Hogarth, cartunista e escritor americano (n. 1911).
  - Jerry Siegel, escritor e ilustrador estadunidense (n. 1914).
- 1997 — Antônio Calado, jornalista e escritor brasileiro (n. 1917).
- 1998
  - Shotaro Ishinomori, escritor e ilustrador japonês (n. 1938).
  - Salvador Arena, empresário brasileiro (n. 1915).

### Século XXI
- 2002
  - Astrid Lindgren, escritora e roteirista sueca (n. 1907).
  - Gustaaf Deloor, ciclista belga (n. 1913).
- 2003
  - Cícero Dias, pintor brasileiro (n. 1907).
  - Emília Rotter, patinadora artística húngara (n. 1906).
- 2005 — Jim Capaldi, cantor, compositor e baterista britânico (n. 1944).
- 2007
  - Werner Hackmann, político alemão (n. 1947).
  - Emma Faust Tillman, supercentenária estadunidense (n. 1892).
  - Karel Svoboda, compositor tcheco (n. 1938).
  - Yelena Romanova, atleta russa (n. 1963).
  - Hsu Wei Lun, atriz taiwanesa (n. 1978).
  - Carlo Clerici, ciclista suíço (n. 1929).
- 2009 — Billy Powell, tecladista e compositor estadunidense (n. 1952).
- 2010
  - José Eugênio Corrêa, bispo católico brasileiro (n. 1914).
  - Kazimierz Mijal, político polonês (n. 1910).
- 2013 — Ary Vidal, treinador brasileiro de basquetebol (n. 1935).
- 2014 — John Cacavas, compositor e maestro americano (n. 1930).
- 2015 — Yves Chauvin, químico e acadêmico francês (n. 1930).
- 2016
  - Signe Toly Anderson, cantora americana (n. 1941).
  - Paul Kantner, cantor, compositor e guitarrista estadunidense (n. 1941).
- 2017
  - Geoff Nicholls, músico britânico (n. 1948).
  - Russo, assistente de palco brasileiro (n. 1931).
  - Vic Militello, atriz brasileira (n. 1943).
- 2021 — Cicely Tyson, atriz americana (n. 1924).
- 2024
  - Walter Ivan de Azevedo, prelado brasileiro (n. 1926).
  - Luis Tejada, futebolista panamenho (n. 1982).
- 2025 — Marina Colasanti, escritora, contista, jornalista e tradutora ítalo-brasileira (n. 1937).

## Feriados e eventos cíclicos
- Dia Mundial dos Corais da Amazônia

### Brasil
- Dia do Comércio Exterior
- Dia do Portuário
- Dia Nacional de Combate ao Trabalho Escravo

#### Municipais
- Aniversário do município de Apucarana, PR
- Aniversário do município de Rolândia, PR
- Aniversário do município de Castanhal, PA
- Aniversário do município de Passo Fundo, RS

### Cristianismo
- Carlos Magno
- Isaque de Nínive
- Josef Freinademetz
- Tirso de Apolônia
- Tomás de Aquino

## Outros calendários
- No calendário romano era o 5.º dia (V) antes das calendas de fevereiro.
- No calendário litúrgico tem a letra dominical G para o dia da semana.
- No calendário gregoriano a epacta do dia é iii.